# Radbuza
Il Radbuza (in tedesco: Radbusa) è un fiume della zona sud-occidentale della Repubblica Ceca. È un affluente della Berounka, affluente a sua volta della Moldava che, a sua volta, è un affluente dell'Elba. Per i suoi 112 km di lunghezza scorre interamente della Regione di Plzeň e la sua conca fluviale ha un'estensione di 2179 km². Il suo caudale medio è di 11,3 m³/s ma, malgrado ciò, nelle tragiche inondazioni di agosto 2002, il caudale massimo del fiume arrivò a toccare i 213 m³/s.
Nasce a 700 metri di altezza nel versante ceco della foresta dell'Alto Palatinato, dalle pendici del monte Lýsa, nel distretto di Domažlice. Una volta arrivato all'altezza di Plzeň, si unisce al fiume Mže per formare il Berounka.

## Affluenti
Il Rabduza riceve i seguenti affluenti:
- Da sinistra:
  - Černý potok
  - Zubřina
  - Srbický potok
  - Merklinka
  - Dnešický potok
  - Úhlava
- Da destra:
  - Bezdĕkovsky potok
  - Chuchia
  - Lučni potok